# NTalk
nTalk – kanał telewizyjny o tematyce talk shows należący do ITI Neovision. Działający jedynie na platformie n w latach 2007–2009.
W ramówce nTalk były programy amerykańskich gwiazd, takich jak David Letterman, Jay Leno, Conan O’Brien, Rachael Ray czy Oprah Winfrey. Programy te emitowane były w kilka dni po premierze w amerykańskich mediach. Emitowane były także polskie programy, takie jak Kuba Wojewódzki, Szymon Majewski Show czy Rozmowy w toku.
W czerwcu 2009 roku ITI podjął decyzje o zamknięciu stacji z dniem 28 czerwca 2009 roku.